# Cheiracanthium poonaense
Cheiracanthium poonaense är en spindelart som beskrevs av Majumder och Benoy Krishna Tikader 1991. Cheiracanthium poonaense ingår i släktet Cheiracanthium och familjen sporrspindlar. Inga underarter finns listade i Catalogue of Life.